# Club Atlético River Plate 1960
Questa voce raccoglie le informazioni riguardanti il Club Atlético River Plate nelle competizioni ufficiali della stagione 1960.

## Stagione
Il campionato, con il nuovo tecnico Galán, arrivato dopo i quindici anni di José Minella, si conclude con il secondo posto e con la miglior difesa con ventinove reti subite.

## Maglie e sponsor
| Casa | Trasferta |

## Rosa
| N. |                      | Ruolo | Calciatore            |
| -- | -------------------- | ----- | --------------------- |
|    | Argentina (bandiera) | P     | Amadeo Carrizo        |
|    | Argentina (bandiera) | P     | Carlos Medrano        |
|    | Argentina (bandiera) | P     | Manuel Ovejero        |
|    | Argentina (bandiera) | D     | Juan Carlos Barberis  |
|    | Argentina (bandiera) | D     | Marcelo Etchegaray    |
|    | Brasile (bandiera)   | D     | Paulinho de Almeida   |
|    | Argentina (bandiera) | D     | Víctor Doval          |
|    | Argentina (bandiera) | D     | Oscar Mantegari       |
|    | Argentina (bandiera) | D     | Alfredo Pérez         |
|    | Argentina (bandiera) | D     | José Ramos Delgado    |
|    | Argentina (bandiera) | D     | Juan Carlos Schneider |
|    | Argentina (bandiera) | D     | Juan Carlos Staukas   |
|    | Argentina (bandiera) | D     | Juan Urriolabeitía    |

| N. |                      | Ruolo | Calciatore          |
| -- | -------------------- | ----- | ------------------- |
|    | Argentina (bandiera) | D     | José Varacka        |
|    | Argentina (bandiera) | D     | Carlos Villagarcía  |
|    | Argentina (bandiera) | C     | Ermindo Onega       |
|    | Argentina (bandiera) | C     | Héctor Pederzoli    |
|    | Argentina (bandiera) | C     | Hugo Zarich         |
|    | Argentina (bandiera) | A     | José Carbone        |
|    | Brasile (bandiera)   | A     | Delém               |
|    | Perù (bandiera)      | A     | Juan Joya           |
|    | Perù (bandiera)      | A     | Oscar Gómez Sánchez |
|    | Argentina (bandiera) | A     | Galdino Luraschi    |
|    | Argentina (bandiera) | A     | Norberto Menéndez   |
|    | Argentina (bandiera) | A     | José Ramilo         |
|    | Argentina (bandiera) | A     | Roberto Zárate      |

## Statistiche

### Statistiche di squadra
| Competizione | Punti | Totale | Totale | Totale | Totale | Totale | Totale | DR  |
| Competizione | Punti | G      | V      | N      | P      | Gf     | Gs     | DR  |
| ------------ | ----- | ------ | ------ | ------ | ------ | ------ | ------ | --- |
| PD           | 39    | 30     | 16     | 7      | 7      | 46     | 29     | +17 |
| Totale       | -     |        |        |        |        |        |        | -   |